# Krimilda
Krimilda (Kriemhild) es un personaje de la obra épica germánica el Cantar de los nibelungos. Es la hermana del rey Gunther de Borgoña y esposa del héroe Sigfrido. Se identifica también con el personaje Gudrun de la Saga Volsunga y la Edda poética, siendo personajes quizás inspirados en la última mujer de Atila: Ildico.

## Krimilda en elCantar de los nibelungos
Krimilda era reconocida por su singular belleza, y pronto quedó enamorada del aguerrido Sigfrido. Gracias a sus hazañas al servicio de Gunther, se ganó la mano de Krimilda, y ambos se casaron felices, compartiendo ella la posesión del tesoro de los nibelungos, que poseía el héroe.
Desde el principio, hubo gran rivalidad entre ella y Brunilda, esposa de Gunther. Esto desencadenó una serie de eventos que a la larga llevaron a la muerte por traición de Sigfrido a manos de Hagen (un guerrero del rey), por orden del propio Gunther. La muerte de su esposo la sumió en la tristeza, y Hagen pudo arrebatarle el mágico tesoro de los nibelungos, del cual se decía que podían extraerse cuantas riquezas se quisieran sin que se agotara nunca. Pero al caer en manos de alguien como Hagen, el hechizo dejó de funcionar, y este lo arrojó airado al río Rin.
Años después, el rey guerrero de los hunos, Etzel (Atila), pidió la mano de la bella Krimilda en matrimonio, a lo que ella accedió, con la oscura intención de ganar poder para vengarse de Hagen y Gunther. Tras algún tiempo, invitó a sus enemigos con falsa amabilidad al palacio de Etzel, buscando vengarse de ellos. Allí, tras una riña, el único hijo que había tenido con Etzel, de nombre Ortlieb, fue asesinado por Hagen. Esto provocó que estallara una pelea entre los guerreros hunos y los de Borgoña, de la que sólo salieron vivos Hagen y Gunther, que fueron derrotados por Dietrich, el señor de Berna. Tras la lucha, Gunter fue decapitado por orden de la reina, y Hagen, que no podía devolverle a Krimilda a su amado Sigfrido y se negó a revelar la ubicación del tesoro aún tras la muerte de Gunter, sufrió el mismo destino a manos de la reina. Ésta, sin embargo, murió a continuación cuando uno de los caballeros de Etzel, el viejo guerrero y cristiano Hildebrando (vasallo y maestro de armas de Dietrich), consideró que había dado una muerte indigna a un gran guerrero como Hagen y la asesinó dividiéndola en dos de un golpe certero con su espalda.